# Mechanische Erklärungen der Gravitation
Bei den mechanischen Erklärungen der Gravitation (auch kinetische Theorien der Gravitation, oder Drucktheorien oder Stoßtheorien der Gravitation) handelt es sich um Versuche, das Gravitationsgesetz mithilfe der einfachen mechanischen Phänomene Druck, Stöße und Reibung zu erklären. Auf eine Fernwirkung, die ursprünglich als ein nicht zur Mechanik gehörendes Konzept galt, sollte verzichtet werden. Diese vor allem vom 16. bis zum 19. Jahrhundert im Zusammenhang mit dem Äther entwickelten Theorien werden jedoch nicht mehr als brauchbare Erklärungen der Gravitation angesehen. Das derzeitige Standardmodell zur Beschreibung der Gravitation ist die Allgemeine Relativitätstheorie.

## Abschirmung
Dieses wohl bekannteste mechanistische Erklärungsmodell wurde zuerst von Nicolas Fatio de Duillier (1690) und später u. a. von Georges-Louis Le Sage (1748), Lord Kelvin (1872), Hendrik Antoon Lorentz (1900) entwickelt und von James Clerk Maxwell (1875) und Henri Poincaré (1908) kritisiert.
Die Grundannahme der Theorie ist die Existenz eines Raumes, der weitgehend isotrop von einem aus diversen Teilchen (Korpuskel) oder Wellen bestehenden Strahlungsfeld ausgefüllt ist. Diese bewegen sich mit konstanter, sehr hoher Geschwindigkeit geradlinig in alle möglichen Richtungen. Trifft ein Teilchen auf einen Körper, überträgt es einigen Impuls auf ihn. Ist nur ein Körper A vorhanden, ist dieser einem gleichmäßigen Druck ausgesetzt, d. h., er befindet sich aufgrund der in alle Richtungen wirkenden Stöße in einem Kräftegleichgewicht und wird sich nicht bewegen. Ist jedoch ein zweiter Körper B vorhanden, wirkt dieser wie ein Schirm, denn aus Richtung B wird A von weniger Teilchen getroffen, als von der anderen Seite, wobei das Gleiche auch umgekehrt gilt. A und B verschatten einander und dadurch entsteht ein Unterdruck auf den einander zugewandten Seiten. Es entsteht somit eine scheinbar anziehende Kraft, welche genau in Richtung des jeweils anderen Körpers wirkt.

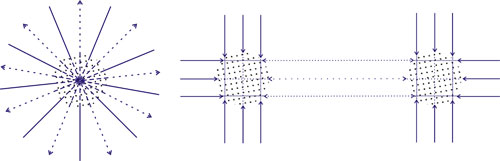
Durchdringung, Schwächung und Proportionalität zur Masse

Das Abstandsgesetz wurde so erklärt: Stellt man sich um einen Körper eine Kugeloberfläche (Sphäre) vor, die sowohl von den reflektierten als auch von den einströmenden Teilchen durchquert werden muss, wird ersichtlich, dass die Größe der Sphäre proportional zum Quadrat der Entfernung zunimmt. Die Anzahl der betreffenden Teilchen in diesen größer werdenden Abschnitten bleibt jedoch gleich und somit sinkt deren Dichte. Und um die Proportionalität zur Masse zu erreichen, wurde angenommen, dass die Materie größtenteils aus leerem Raum besteht und die als sehr klein angenommenen Teilchen die Körper mühelos durchdringen können. Das heißt, die Teilchen durchdringen die Körper, wechselwirken mit allen Bestandteilen der Materie, werden teilweise abgeschirmt oder absorbiert und treten geschwächt wieder hinaus.
Kritik
Diese Theorie wurde vor allem aus thermodynamischen Gründen abgelehnt, denn da eine Schattenbildung nur auftritt, wenn die Teilchen oder Wellen zumindest teilweise absorbiert werden, müsste eine enorme nicht beobachtete Erwärmung auftreten. Ebenso wie in der Ätherwirbeltheorie ist auch hier der Widerstand in Bewegungsrichtung ein großes Problem, das zwar dadurch gelöst werden kann, dass man sehr viel größere Geschwindigkeiten der Teilchen als die des Lichts annimmt, wodurch sich aber das thermische Problem verschlimmert.

## Wirbel

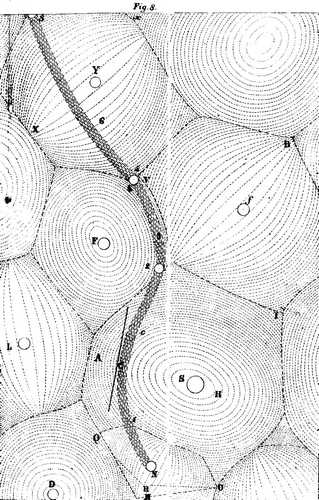
Wirbel flüssiger Himmelsmaterie – allgemein als Äther bezeichnet – um Fixsterne und Planeten nach René Descartes

Aufgrund philosophischer Erwägungen erklärte René Descartes 1644, dass kein leerer Raum (Raum = physikalischer von der Außenwelt abgegrenzter, volumeninhabender Teil des Universums bzw. der Umgebung) existieren könne und folglich müsse der Raum mit Materie erfüllt sein. Die Teile dieser Materie bewegen sich prinzipiell geradlinig, aber da sie eng beieinander liegen, können sie sich nicht frei bewegen, und daraus schließt Descartes, dass alle Bewegung im Grunde kreis- bzw. wirbelförmig sei. Descartes unterscheidet weiter zwischen verschiedenen Formen und Größen der Materie, wobei die aus gröberen Teilen bestehende Materie der kreisförmigen Bewegung stärker widersteht als die feinere Materie. Durch eine Art Zentrifugalkraft tendiert nun die feinere Materie dazu, sich immer weiter vom Zentrum zu entfernen. Dadurch kommt es an den äußeren Rändern der Wirbel zu einer Verdichtung dieser Materie. Die gröbere Materie kann aufgrund ihrer Trägheit dieser Bewegung nicht nur nicht folgen, sondern wird durch den Druck der verdichteten, an den Außenrändern der Wirbel befindlichen feineren Materie in das Zentrum des Wirbels gedrückt. Dieser Druck ins Zentrum ist nach Descartes nichts anderes als die Schwerkraft. Descartes verglich diesen Mechanismus flüssiger Himmelsmaterie mit der Tatsache, dass wenn man in einem mit Wasser gefüllten Gefäß die Flüssigkeit in Drehung versetzt, und man kleine Stücke leichter Materie (z. B. Holz) in das Gefäß fallen lässt, sich diese in der Mitte des Gefäßes sammeln werden.
Den grundlegenden Prämissen Descartes’ folgend, entwarf Christiaan Huygens zwischen 1669 und 1690 ein sehr viel genaueres Wirbelmodell bzw. die erste mathematisch ausgearbeitete Gravitationstheorie überhaupt. Er ging davon aus, dass sich die Äthermaterie gleichmäßig in alle Richtungen bewegt, jedoch an den Außengrenzen des Wirbels zurückgeworfen wird und dort wie bei Descartes in größerer Konzentration bzw. Dichte auftritt. Das führt dazu, dass auch bei ihm die feinere Materie die gröbere Materie nach innen drängt. Dabei fand Huygens heraus, dass die Zentrifugalkraft, welche auf einen Körper wirkt, gleich der Schwere (Zentripetalkraft) sei. Auch postulierte er, dass normale Materie größtenteils aus leerem Raum bestehen müsse, damit die Äthermaterie diese gleichmäßig durchdringen kann. Er folgerte, dass sich die feine Äthermaterie sehr viel schneller bewegt als die Erde rotiert. Zu dieser Zeit entwickelt Newton seine auf Anziehung beruhende Gravitationstheorie, welche Huygens aufgrund des Fehlens einer mechanischen Begründung unzureichend erschien. Die Erkenntnis Newtons, dass die Schwerkraft dem Abstandsgesetz unterliegt, überraschte Huygens, und er versuchte dem Rechnung zu tragen, indem er annahm, dass die Geschwindigkeit des Äthers in größerer Entfernung immer kleiner würde, d. h., im Grunde dem 3. Keplerschen Gesetz gehorcht.
Kritik
Newton wandte gegen die Theorie ein, dass hier der Strömungswiderstand in Bewegungsrichtung zu merklichen Abweichungen von den Orbits führen muss, was jedoch nicht beobachtet wird. Auch bewegen sich Monde oft in unterschiedliche Richtungen, was gegen die Wirbelauffassung spricht. Nach Horst Zehe zerstört sich auch die Huygenssche Theorie selbst, weil eine Gravitationstheorie die Keplerschen Gesetze aus dem Gravitationsmechanismus erklären soll und nicht voraussetzen darf.

## Strömungen
Isaac Newton nahm um 1675 an, dass Gravitation dadurch entsteht, dass der Gravitationsäther einer Flüssigkeit vergleichbar ist, die an der Oberfläche normaler Materie kondensiert. Dadurch entsteht ein Strom, der die umliegenden Massen proportional zu 1/r² mitreißt.
Ähnlich wie Newton, aber mathematisch detaillierter ausgearbeitet, ging Bernhard Riemann um 1853 davon aus, dass der Gravitationsäther ein inkompressibles Fluid darstellt und normale Materie als „Senken“ in diesem Äther aufzufassen sind. D. h., Äthermaterie wird von den Körpern proportional zu deren Massen vernichtet oder absorbiert und somit in eine andere Welt oder Dimension transferiert, sodass um jeden Körper ein Strom entsteht, der alle umliegenden Körper in Richtung Massenzentrum mitreißt.
Iwan Ossipowitsch Jarkowski nahm 1888 an, dass der absorbierte Äther weder vernichtet noch verflüssigt, sondern in neue chemische Elemente umgewandelt wird, was eine Expansion der Erde verursachen soll.
Kritik
Wie bei der Le-Sage-Gravitation verletzt das spurlose Verschwinden von Energie in den Körpern den Energieerhaltungssatz, ebenso müsste ein Strömungswiderstand in Bewegungsrichtung vorhanden sein. Auch eine Kreation von neuer Materie wird nicht beobachtet.

## Statischer Äther
Im Gegensatz zu seiner ersten Erklärung schlug Newton später (1717) einen statischen Äther vor, der in der Nähe der Himmelskörper immer dünner wird, und es ergibt sich analog zum statischen Auftrieb in Flüssigkeiten eine in Richtung der Erde wirkende Kraft. (Newton gab allerdings keinen Grund an, warum die Dichte mit dem Abstandsgesetz abnehmen sollte). Den in Flüssigkeiten üblichen Widerstand in Bewegungsrichtung für bewegte Körper minimierte er dadurch, indem er eine extrem geringe Dichte des Gravitationsäthers annahm. Newton hat sich dann mit dem Hinweis, keine Hypothesen aufstellen zu wollen, überhaupt von allen mechanischen Erklärungen distanziert und ging möglicherweise – nach Zeugnis einiger seiner Freunde wie Nicolas Fatio de Duillier oder David Gregory – davon aus, dass die Gravitation direkt auf dem Willen Gottes beruht.
Wie Newton setzte Leonhard Euler um 1760 voraus, dass der Gravitationsäther gemäß dem Abstandsgesetz in der Nähe der Körper an Dichte verliere, jedoch auch er gab keinen Grund für diese Dichteabnahme an. Wie Huygens, Fatio und Le Sage setzte er voraus, dass die Materie sehr feine Poren besitze, welche der Äther mühelos durchdringen kann, um die Massenproportionalität aufrechtzuerhalten.
Kritik
Wie von Newton und Euler selbst zugegeben, fehlt hier eine Begründung, warum die Dichte des Äthers sich überhaupt ändern sollte. James Clerk Maxwell wies darüber hinaus darauf hin, dass in diesem „hydrostatischen“ Modell eine ungeheure Belastung des als starr zu definierenden Äthers auftritt, welche ca. 3000-mal stärker ist, als der widerstandsfähigste damals bekannte Stahl aushalten könnte.

## Wellen
Robert Hooke spekulierte 1671, dass Gravitation möglicherweise dadurch entsteht, dass die Körper Wellen erzeugen, die in alle Richtungen den Äther durcheilen. Andere Körper, die mit diesen Wellen wechselwirken, bewegen sich daraufhin auf die Quelle der Welle zu. Hookes sah darin eine Analogie zu der Tatsache, dass sich kleine Objekte auf einer gestörten Wasseroberfläche auf das Zentrum der Störung hin bewegen.
Mathematisch ausgearbeitet wurde eine ähnliche Theorie von James Challis von 1859 bis 1876. Er errechnete, dass der Fall Anziehung dann eintritt, wenn die Wellenlänge groß ist im Vergleich zum Abstand zwischen den gravitierenden Körpern. Ist die Wellenlänge klein, stoßen sich die Körper ab. Durch eine Kombination dieser Effekte versuchte er auch alle anderen Kräfte zu erklären.
Kritik
Maxwell wandte ein, dass diese stetige Neuerzeugung von Wellen mit einem unendlichen Verbrauch von Energie einhergehen muss, was mit dem Energieerhaltungssatz nicht verträglich ist. Challis selbst gab zu, aufgrund der Komplexität der Prozesse nicht zu einem endgültigen Resultat gelangt zu sein.

## Pulsation
Hier wird z. B. von Kelvin (1871) und Carl Anton Bjerknes (1871–1880) der Äther als eine Flüssigkeit aufgefasst, wobei normale Materie innerhalb dieser Flüssigkeit pulsieren soll. Wie bei Experimenten in Flüssigkeiten festgestellt wurde, ziehen sich 2 Körper an, wenn ihre Pulsationen in Phase sind, und es ergibt sich eine abstoßende Kraft, wenn ihre Pulsationen nicht in Phase sind. Diese Hypothese ist u. a. auch von George Gabriel Stokes und Woldemar Voigt untersucht worden.
Kritik
Um die universelle Gravitation zu erklären, muss angenommen werden, dass alle Pulsationen des Universums in Phase sind, was sehr künstlich anmutet. Auch müsste der Äther praktisch inkompressibel sein, um die Anziehung über eine größere Distanz hinweg zu gewährleisten. Und es müsste, wie Maxwell meinte, die ständige Neuerzeugung als auch Vernichtung des Äthers erklärt werden.

## Andere historische Spekulationen
Pierre Varignon erklärte 1690, dass alle Körper aus allen Richtungen Stößen durch eine Äthermaterie ausgesetzt sind. In einer bestimmten Entfernung zur Erde soll sich nun eine Begrenzung befinden, über die die Ätherteilchen nicht hinauskommen. Körper fallen nach ihm dann zur Erde, wenn die Entfernung zwischen Erdoberfläche und Körper geringer ist als die Entfernung zwischen Körper und Begrenzung. Denn dies impliziert seiner Meinung nach, dass an der Oberseite der Körper mehr und stärkere Stöße stattfinden als an der Unterseite.
Der innerhalb Russlands sehr einflussreiche Physiker Michail Wassiljewitsch Lomonossow nahm 1748 an, dass die Wirkung einer Äthermaterie proportional zur Gesamtoberfläche der elementaren Bestandteile ist, aus dem sich die Materie zusammensetzt (wie auch Huygens und Fatio vor ihm). Auch nimmt er wie diese eine enorme Durchdringbarkeit der Materie an. Jedoch sind von ihm keine näheren Informationen angegeben worden, wie genau die Ätherteilchen auf die Materie wirken, damit daraus das Gravitationsgesetz resultiert.
John Herapath versuchte 1821 das von ihm mitentwickelte Modell der kinetischen Gastheorie auf die Gravitation anzuwenden. Er nahm an, dass der Äther einem Gas vergleichbar ist, welches durch Wärmeausstrahlung der Materie erhitzt wird und an Dichte verliert, sodass die anderen Körper in diese Regionen geringerer Dichte gedrängt werden.
Wie Taylor zeigte, war diese Annahme falsch: Die Dichte dieses Äthergases nimmt bei größerer Temperatur zwar aufgrund der Wärmeausdehnung ab, jedoch nimmt die Geschwindigkeit der Ätherteilchen im selben Verhältnis zu, also ergibt sich keine Anziehungswirkung.

## Belege
1. ↑  Taylor (1876), Literatur
2. ↑  Drude (1897), Literatur
3. ↑  Maxwell (1875, Atom), Literatur
4. ↑  Poincaré (1908), Literatur
5. 1 2  René Descartes: Prinzipien der Philosophie: Von der sichtbaren Welt, Figur 8 zu Abschnitt 23, auf die sich Descarte in vielen weiteren Abschnitten seiner Abhandlungen „Von der sichtbaren Welt“ immer wieder bezieht.
6. ↑  Siehe auch: Shmuel Sambursky: Der Weg der Physik: 2500 Jahre physikalischen Denkens Texte von Anaximander bis Pauli. Artemis, Zürich / München 1975, S. 324 im Teil der Texte von Descartes S. 311 ff.
7. ↑  Descartes: Siehe Abschnitt 24., wo Descartes annimmt, dass nicht nur die Materie der Sonne und der Fixsterne, sondern des ganzen Himmels flüssig sei.
8. ↑  Descartes: Siehe Abschnitt 30., wo Descartes als Beispiel einen in einem Wirbel schwimmenden Grashalm erwähnt
9. 1 2 3  Zehe (1980), Literatur
10. ↑  Ch. Huygens, Traité de la lumière …, Leyden 1690; (Engl. Übersetzung S. P. Thomson, Dover Edition, New York 1962)
11. ↑  C. Huygens: Discours de la Cause de la Pesanteur (1690). In: Société Hollandaise des Sciences (Hrsg.): Oeuvres complètes de Christiaan Huygens. Band 21. Den Haag 1944, S. 443–488 (gallica.bnf.fr).
12. ↑  Van Lunteren (2002), Literatur
13. ↑  Isaac Newton: Über die Gravitation …: Texte zu den philosophischen Grundlagen der klassischen Mechanik; Text lateinisch-deutsch, übers. und erl. von Gernot Böhme. Klostermann, cop., Frankfurt am Main 1988. (Klostermann Texte. Philosophie) – Ein Fragment, in dem Newton sich mit der Wirbelphysik von Descartes auseinandersetzt.
14. ↑  I. Newton: Newton’s Principia, The mathematical Principles of Natural Philosophy (1687). Daniel Adee, New York 1846 (archive.org).; Neuübersetzung von: Bernard Cohen, Ann Whitman: The circular motion of fluids. University of California Press, Berkeley 1999, S. 779–790, “End of Book 2”
15. ↑  Aiton (1969), Literatur
16. ↑  B. Riemann: Neue mathematische Prinzipien der Naturphilosophie. In: R. Dedekind, W. Weber (Hrsg.): Bernhard Riemanns Werke und gesammelter Nachlass. Leipzig 1876, S. 528–538 (quod.lib.umich.edu).
17. ↑  I. O. Yarkovsky: Hypothese cinetique de la Gravitation universelle et connexion avec la formation des elements chimiques. Moscow 1888.
18. ↑  I. Newton: Opticks. 4. Auflage. William Innys, St. Pauls 1730 (books.google.de).
19. ↑  L. Euler: Fünfzigster Brief (30. August 1760). In: Briefe an eine deutsche Prinzessin. Band 1. Leipzig 1776, S. 173–176 (books.google.at).
20. 1 2 3  Maxwell (1875), Literatur
21. 1 2 3  Taylor (1876), siehe Literatur
22. ↑  J. Challis: Notes of the Principles of Pure and Applied Calculation. Cambridge 1869 (archive.org).
23. 1 2  Zenneck (1903), Literatur
24. ↑  P. Varignon: Nouvelles conjectures sur la Pesanteur. Paris 1690 (gallica.bnf.fr).
25. ↑  M. Lomonossow: On the Relation of the Amount of Material and Weight (1758). In: Henry M. Leicester (Hrsg.): Mikhail Vasil’evich Lomonossov on the Corpuscular Theory. Harvard University Press, Cambridge 1970, S. 224–233 (Textarchiv – Internet Archive).
26. ↑  J. Herapath: On the Causes, Laws and Phenomena of Heat, Gases, Gravitation. In: Annals of Philosophy. Band 9. Paris 1821, S. 273–293 (Textarchiv – Internet Archive).